# Ctenodecticus major
Ctenodecticus major är en insektsart som beskrevs av Pascual 1978. Ctenodecticus major ingår i släktet Ctenodecticus och familjen vårtbitare. Inga underarter finns listade i Catalogue of Life.